# ゼロックスNoteTaker
 Xerox NoteTaker (ゼロックス ノート・テイカー) は、初期のポータブルコンピュータである。1978年にカリフォルニア州パロアルトのゼロックスPARCで開発された。生産には至らず、試作機は約10台しか作られなかったが、後のOsborne 1やコンパック・ポータブルコンピュータの設計に強い影響を与えた。  

## コンピューター
NoteTakerは、アデル・ゴールドバーグ、Douglas Fairbairn、ラリー・テスラーを含むチームによって開発された。Dynabookプロジェクトを開発したアラン・ケイの初期の研究に大きく影響を受けている。Dynabookが、現在の技術では実現不可能な持ち運び可能なコンピュータのコンセプトであったのに対し、NoteTakerは何ができるかを示すことを目的としていた。
このコンピュータには、内蔵のモノクロディスプレイモニタ、フロッピーディスクドライブ、マウスなど、当時としては非常に高度な技術が採用されていた。当時としては大容量の256kBのRAMを搭載し、5MHz Intel 8086 CPU を使用していた。Smalltalkオペレーティングシステムを使用していて、これはもともとグラフィカル・ユーザー・インタフェースの先駆者であるゼロックスAltoコンピューターのために作成されたバージョンであった。 
NoteTakerは、携帯用ミシンと似た形のケースに収まっており、キーボードは底面から折り畳まれて、モニターとフロッピードライブが見えるようになっていた。物理的な形状は、後にOsborne 1やコンパック・ポータブルなどの非常に成功した「持ち運び可能な」コンピューターで使用された。ただし、これらの後のモデルは、重量が22kg (48ポンド) あるNoteTakerの約半分の重さであった。 